# Fennomani
Fennomani (af latin fennus og græsk mani'a, "lidelsesfuld kærlighed" sværmeri for det finske) var en sproglig national bevægelse i Finland, som første gang optrådte i 1810 i det svenske tidskrift "Lyceum". Bevægelsen førte i 1851 til oprettelsen af en lærestol i det finske sprog ved Helsinki Universitet og til generel anerkendelse af finsk som et officielt sprog.
En frontfigur for fennomanidoktrinen var Johan Vilhelm Snellman, som i tidsskriftet Saima 1844-1846 formulerede dens teser på en klar og entydig måde. Snellman var påvirket af de tyske nationalteorier og tysk sprogpuritanisme, som hævdede, at et folks regelrette udvikling blev forstyrret ved at optage fremmedelementer i oprindelse og sprog.